# Лиляна Димитрова (политик)
Вижте пояснителната страница за други личности с името Лиляна Димитрова.
Лиляна Димитрова Пенчева е български тъкачка, профсъюзна деятелка, членка на ЦК на БКП и народна представителка от БКП. Носителка е на почетното звание „Герой на социалистическия труд“ на България (указ № 600 от 15 декември 1951 и указ № 930 от 10 юли 1977) и първа носителка на Димитровска награда (1949).

## Биография
Родена е на 3 март 1930 г. в Хасково. Член е на РМС от 1944 г., а на БКП от 1946 г. От 1943 г. работи като тъкачка. Работи в различни текстилни предприятия до 1978 г. като фабрика „Г. Рашеев“. Успява да изпълни първия петгодишен план за 2 години и два месеца. Работи в завод „8-и март“ в София. Обучава български и чуждестранни тъкачки (през 1966 – 1968 в Алжир и през 1973 – 1975 в Нигерия). От 1958 до 1960 г. учи в школата на ЦС на БПС. В завода поставя рекорд за многомашинно обслужване. Два пъти е обявена за герой на социалистическия труд на България. През 1978 г. е главен специалист в отдел „Подготовка на кадри“ към Стопанския комбинат „Памукотекс“. Между 1979 и 1987 г. е секретар на ЦС на Българските професионални съюзи. Освен това е заместник-председател на Комитета на движение на българските жени. От 1981 до 1990 г. е член на ЦК на БКП. Носителка на Димитровска награда.